# Leonid Martynov

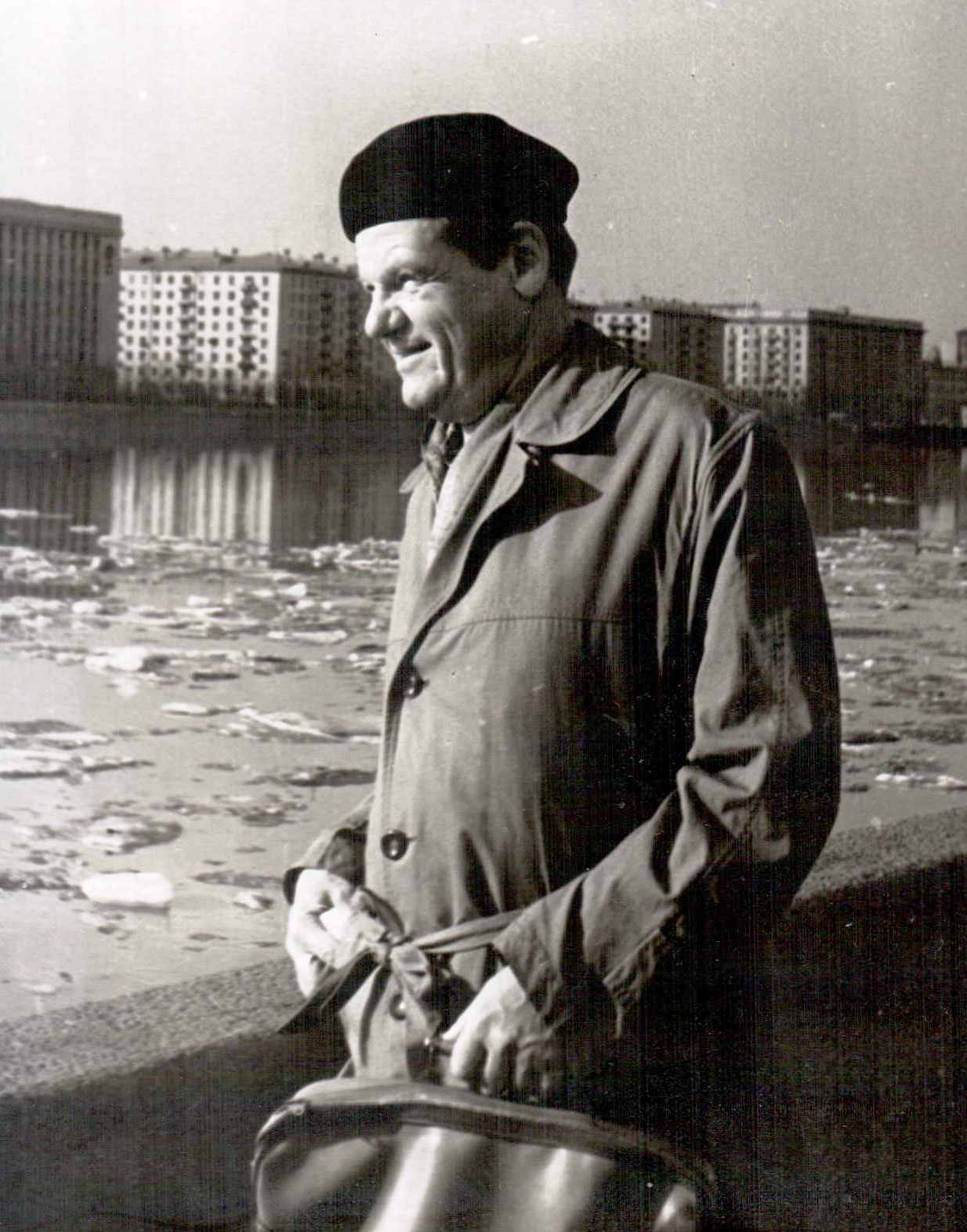
Leonid Martynov, 1963

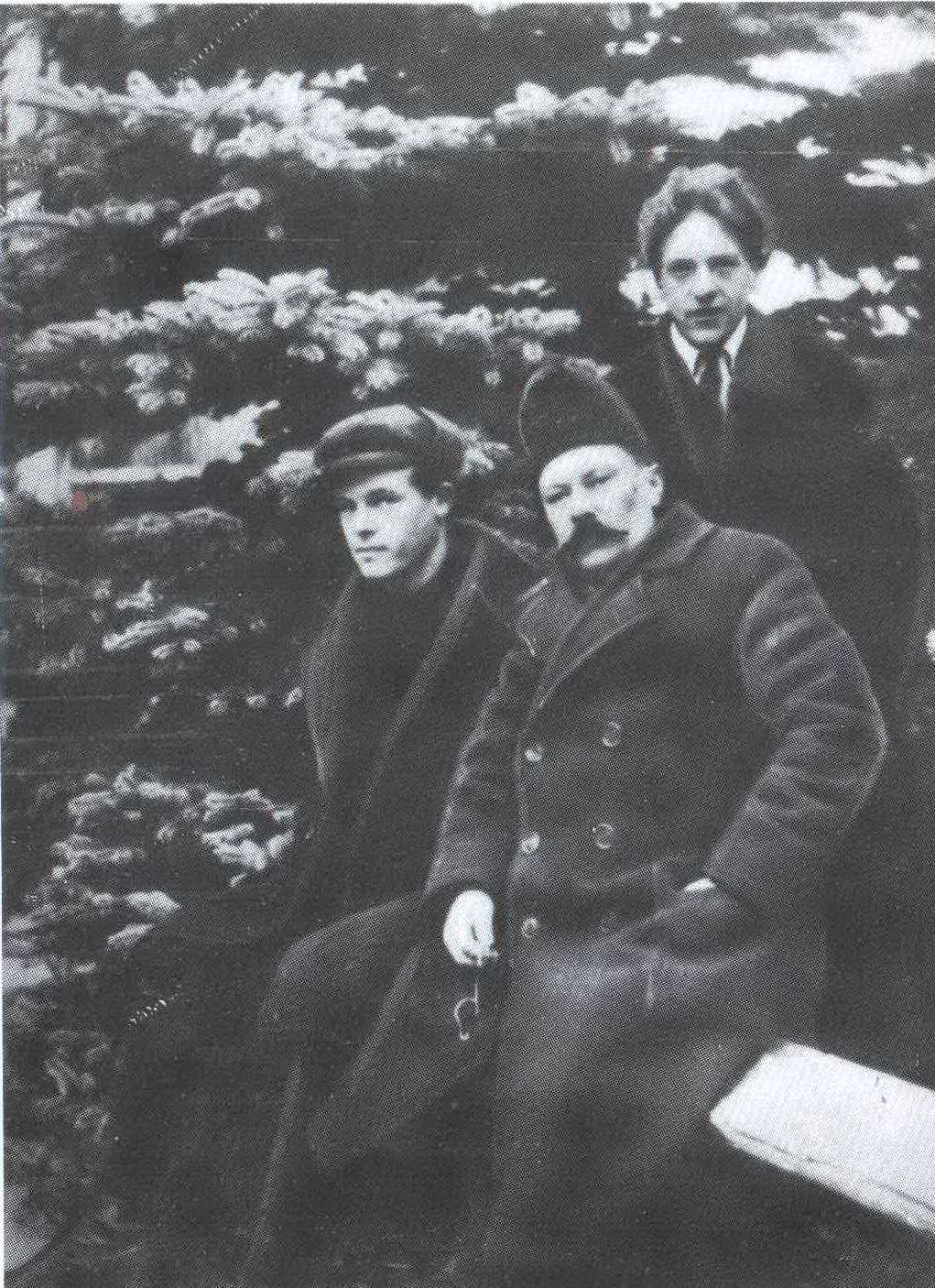
Martynov (links) met Pamir-dichters Nikolai Feoktistov (m) en Sergei Markov

Leonid Nikolajevtsj Martynov (Russisch: Леонид Николаевич Мартынов) (Omsk, 9 mei 1905 – Moskou, 21 juni 1980) was een Russisch schrijver en dichter.

## Leven en werk
Martynov groeide op in Siberië als zoon van een spoorwegingenieur. Rond 1921 ging hij werken als journalist, voor diverse kranten. Na kennismaking met het werk van Vladimir Majakovski en Alexander Blok begon hij futuristische gedichten te schrijven. Samen met onder meer Vissarion Sjebalin en Anton Sorokin maakte hij begin jaren twintig deel uit van het avant-gardistische kunstenaarsgenootschap Trio Chervonnaya. Eind jaren twintig maakte hij deel uit van Pamir, een groepering van Siberische dichters in Moskou. In 1930 had hij succes met een bundel gedichten over het grote verleden van Rusland.
In 1932 werd Martynovs boek Verhalen over liefde en haat in de eerste jaren van de socialistische wederopbouw geweigerd door de censuur en uiteindelijk ging het manuscript ervan verloren. Succes had hij wel met zijn lange verhaal Het fort van Om (1936) en de door Konstantin Simonov geprezen gedichtenbundel Verzen en gedichten (1939). Zijn poëzie laat zich vanaf die tijd omschrijven als 'geserreerde, meditatieve lyriek’. Hij werd toegelaten tot de Bond van Sovjetschrijvers.
Na de Tweede Wereldoorlog kreeg Martynov te maken met kritiek op zijn werk, omdat het apolitiek zou zijn. Hij had jarenlang grote moeite om nog werk gepubliceerd te krijgen. Na de dood van Jozef Stalin in 1953, ten tijde van Chroesjtsjovs 'dooi' kende zijn werk echter een sterke herwaardering en werden ook zijn oude werken op grote schaal heruitgegeven. Tegenwoordig geldt hij als een der grootste Siberische dichters uit de vorige eeuw.
Martynov werkte in zijn latere leeftijd ook vaak als vertaler naar het Russisch, uit diverse talen, onder andere van werk van Alfred Tennyson, Jan Neruda, Pablo Neruda, Salvatore Quasimodo, Arthur Rimbaud, Victor Hugo en Charles Baudelaire. In 1971 leverde hij kritiek tegen de dissidente opstelling van Aleksandr Solzjenitsyn en Andrej Sacharov.
Martynov werd onderscheiden met de Gorki-prijs. De componist Aleksandr Loksjin zette vijf van zijn gedichten op muziek. Hij overleed in 1980, 75 jaar oud. Als fanatiek amateur-geoloog en stenenverzamelaar werd hij te Moskou begraven met op zijn borst elf stenen uit zijn collectie.

## Gedicht:Een geheime vriend
Vriend, jij wierp mij,

In wildwater beland,

De verdrinking nabij,

Een reddingsboei toe. Ik bereikte de kant,

Gered, maar volslagen alleen, omdat jij

Beschroomd was voor mijn uitgestoken hand.
(Vertaling: Peter Zeeman)

## Noot
1. ↑  Cf. Weststeijn en Zeeman: Spiegel van de Russische poëzie, geserreerd = compact.

- Bibsys: 90242787
- Biblioteca Nacional de España: XX1113483
- Bibliothèque nationale de France: cb125452106 (data)
- CiNii: DA02303604
- Gemeinsame Normdatei: 118926055
- International Standard Name Identifier: 0000 0001 0933 4988
- Library of Congress Control Number: n83218968
- Nationale Bibliotheek van Letland: 000158368
- MusicBrainz: 68edaf27-889f-4f7e-bf45-3c13833ca810
- Nationale Bibliotheek van Tsjechië: ola2003169713
- Nationale Bibliotheek van Israël: 987007303250105171
- Nederlandse Thesaurus van Auteursnamen: 06859545X
- Istituto Centrale per il Catalogo Unico: MILV105988
- LIBRIS: 282607
- SNAC: w6z32qs9
- Système universitaire de documentation: 034728627
- Trove: 1142710
- Virtual International Authority File: 109617752
- WorldCat: E39PBJwRYydKRPrcQQPR8T4yVC